# Le Calme et la Tempête
Pour les articles homonymes, voir La Tempête.
Albums de Olivia Ruiz
Miss Météores Live
(2010) À nos corps-aimants
(2016)
Le Calme et la Tempête est le quatrième album studio d'Olivia Ruiz sorti le 3 décembre 2012. 
L'album se vend à 150 000 exemplaires et sera certifié disque de platine.

## Liste des titres
Toutes les paroles sont écrites par Olivia Ruiz, toute la musique est composée par Olivia Ruiz (sauf la Llorona).
| No  | Titre                                             | Durée |
| --- | ------------------------------------------------- | ----- |
| 1.  | My Lomo and Me (Je photographie des gens heureux) | 2:56  |
| 2.  | Le Calme et la Tempête                            | 3:13  |
| 3.  | Plus j'aime, plus je pique                        | 4:03  |
| 4.  | Volver                                            | 4:22  |
| 5.  | L.A Melancholy                                    | 3:07  |
| 6.  | La Voleuse de baisers                             | 3:15  |
| 7.  | Ironic Rainbow                                    | 3:13  |
| 8.  | Larmes de crocodile                               | 3:34  |
| 9.  | Question de pudeur                                | 2:25  |
| 10. | Crazy Christmas                                   | 2:48  |
| 11. | Mon p'tit chat                                    | 2:50  |
| 12. | La llorona (avec Didier Blanc et Toan)            | 5:17  |
| 13. | Le Pirate (édition limitée)                       | 2:37  |
| 14. | Calella (édition limitée)                         | 4:03  |
| 15. | Mon p'tit chat (remix) (édition limitée)          | 3:40  |
| 16. | My Lomo and Me (remix) (édition limitée)          | 2:24  |

## Singles
- My Lomo & Me (Je photographie des gens heureux) (2012)
- Volver (2013)
- Le Calme et la Tempête (2013)